# Paul Stapfer
Paul Stapfer, född den 14 maj 1840 i Paris, död den 7 januari 1917 i Bordeaux, var en fransk författare, sonson till Philipp Albert Stapfer, bror till Edmond Stapfer.
Stapfer blev 1876 professor i utländsk litteratur vid fakulteten i Grenoble, flyttade 1883 i samma egenskap till Bordeaux, där han 1898 pensionerades på grund av sin dreyfusism, men dit han sedermera återvände som fakultetens "doyen honoraire". Han författade åtskilliga idérika arbeten i sin vetenskap, bland annat Laurence Sterne (1870; 2:a upplagan 1880), Shakespeare et l'antiquité (1879-80; 2:a upplagan i 3 band 1883-88; prisbelönt av Franska akademien), Études sur la littérature francaise (1880), Molière et Shakespeare (samma år, flera upplagor), Goethe et ses deux chefs-dóeuvre classiques (1881), Racine et Victor Hugo (1886), Rabelais (1889), Montaigne (1894, 1905), Études sur Goethe (1906) och Récréations grammaticales et littéraires (1909).